# ویبریو کلرا
ویبریو کلرا نام باکتری مولد وبا است. گونه ویبریو کلرا، از جنس ویبریو و از خانواده ویبریوناسه است. ویبریوها باکتری‌های گرم منفی و دارای تاژک هستند. معمولاً در آب دریاها و آب شیرین یافت می‌شود.
مکانیسم عمل آن افزایش cAMP داخل سلولی است.
افزایش cAMP موجب آزاد شدن یون سدیم و در پی آن آب به داخل روده می شود که اسهال را در پی دارد.

## سویه‌ها و زیرگونه‌ها
- دو زیرگونه به نام‌های O۱ و Non O۱ مشهور هستند. زیر گونه O۱ عامل وبای کلاسیک آسیایی است و در طول قرن‌ها قربانیان بسیار زیادی گرفته‌است. زیرگونهٔ Non O۱ به‌عنوان وبای کشورهای پیشرفته شناخته می‌شود.
- سویه التور بسیار شبیه زیر گونه O۱ است ولی می‌تواند گلبول‌های قرمز خون را منهدم کنند.این سویه، مهاجم‌تر از زیرگونهٔ کلاسیک است و همچنین توانایی بومی شدن آن نیز بیشتر است.
- سویهٔ ویبریوکلرا O۱۳۹ به تازگی در سال ۱۹۹۲ در بنگلادش کشف شده است. هر جمعیتی که در خطر ویبریوکلرا O۱ باشد، در خطر O۱۳۹ نیز قرار دارد.

## نگارخانه

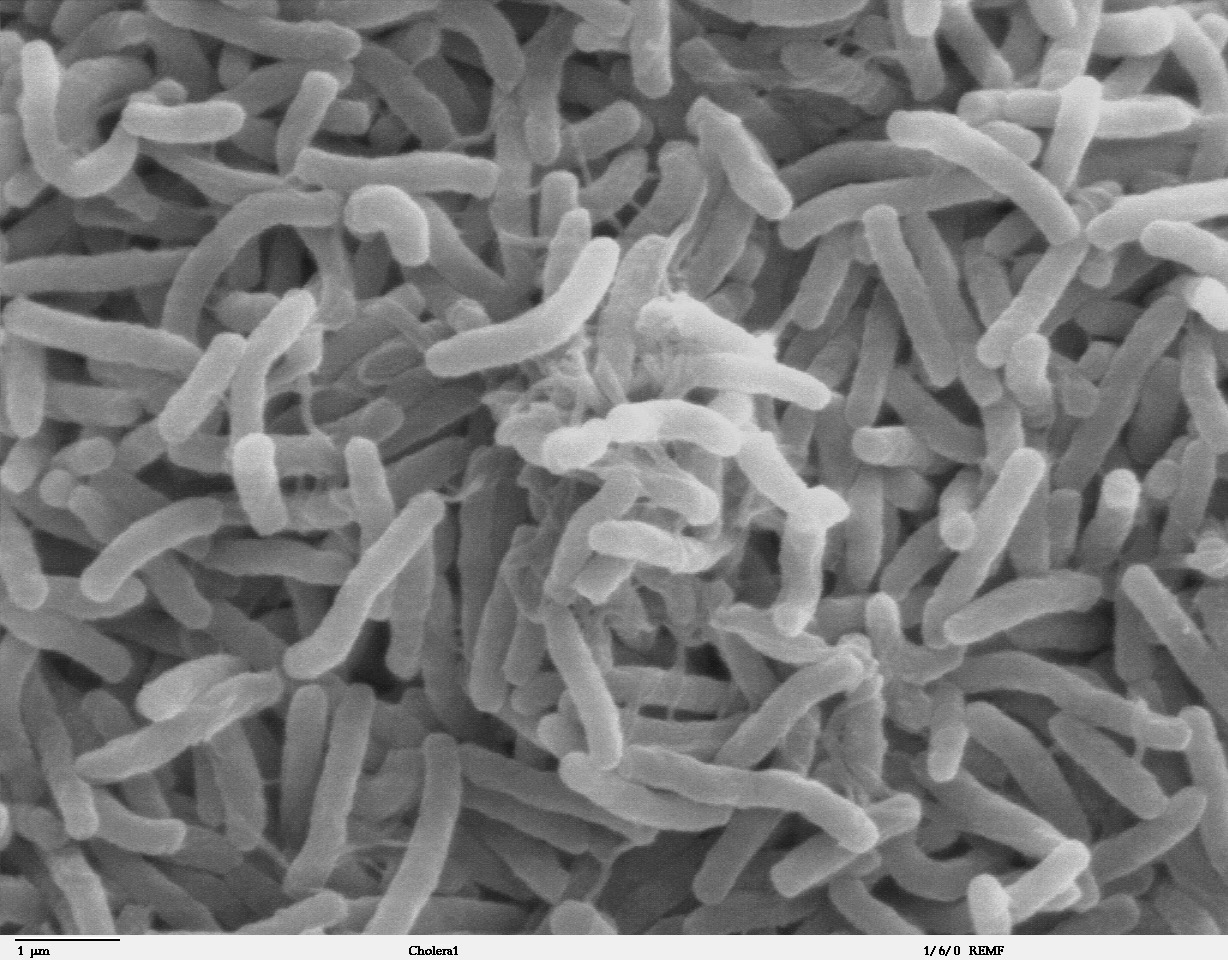
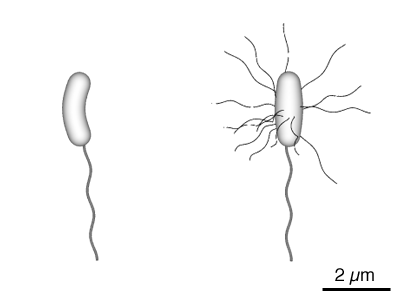